# Dresdner Schnellpressenfabrik
Die ehemals eigenständige Dresdner Schnellpressenfabrik ist ein Tochterunternehmen des Druckmaschinenherstellers Koenig & Bauer, und zwar von 2001 bis 2015 als deren Werk Radebeul, davor als eigenständiges Werk Planeta, seit dem 1. Juli 2015 unter dem Namen KBA-Sheetfed Solutions AG & Co. KG, seit 2017 Koenig & Bauer Sheetfed AG & Co. KG. Das Werk mit etwa 1500 Mitarbeitern (2009) ist der für Bogenoffset-Druckmaschinen verantwortliche Teil des Unternehmens Koenig & Bauer, hinzu kommen digitale Bogenmaschinen für den Verpackungsdruck sowie Anlagen für die Druckweiterverarbeitung. Der Standort Radebeul verantwortet 60 Prozent des weltweiten Umsatzes von etwa 1,2 Milliarden Euro.

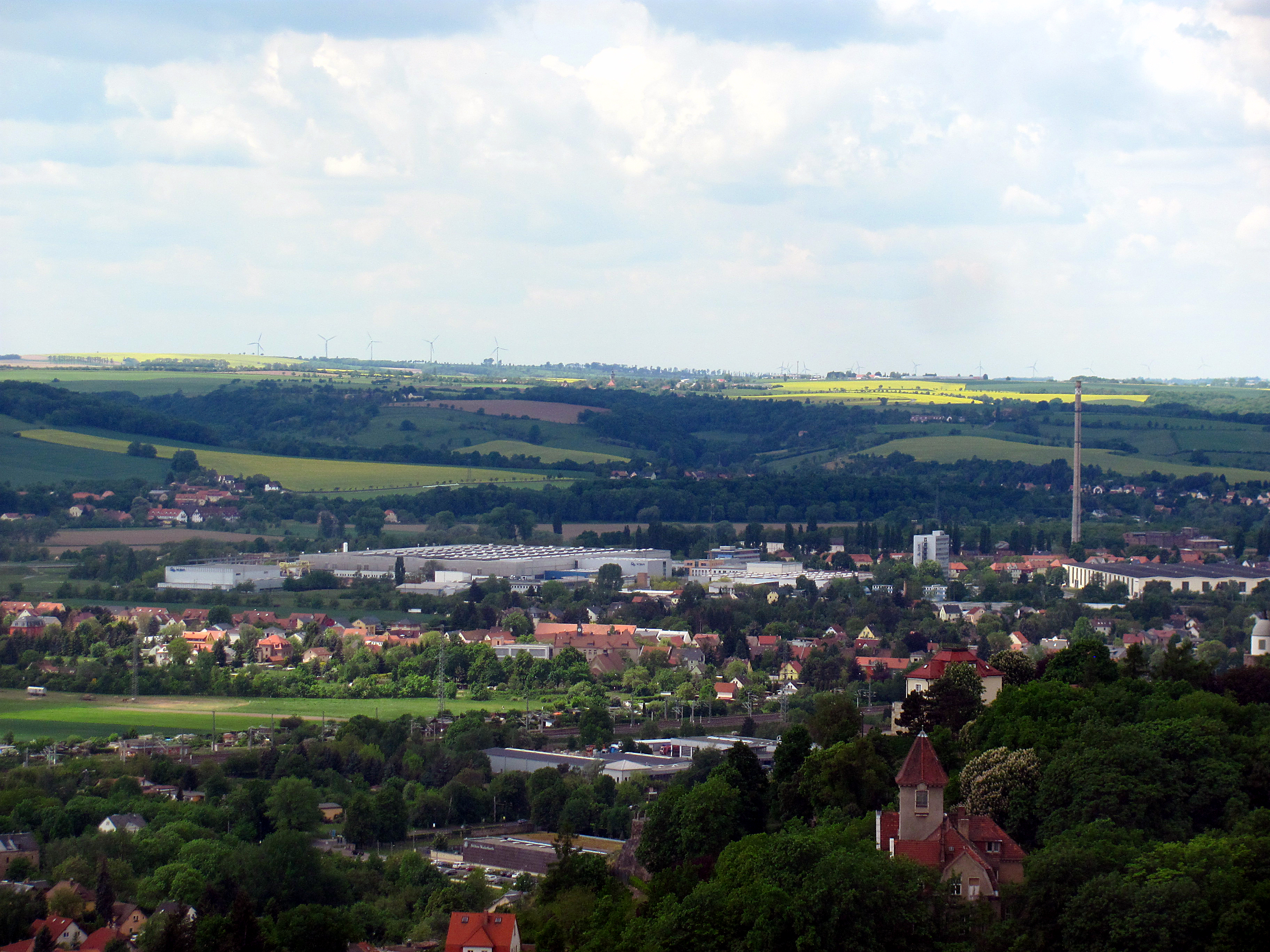
Koenig & Bauer Werk Radebeul, vom Wasserturm aus gesehen, 2016

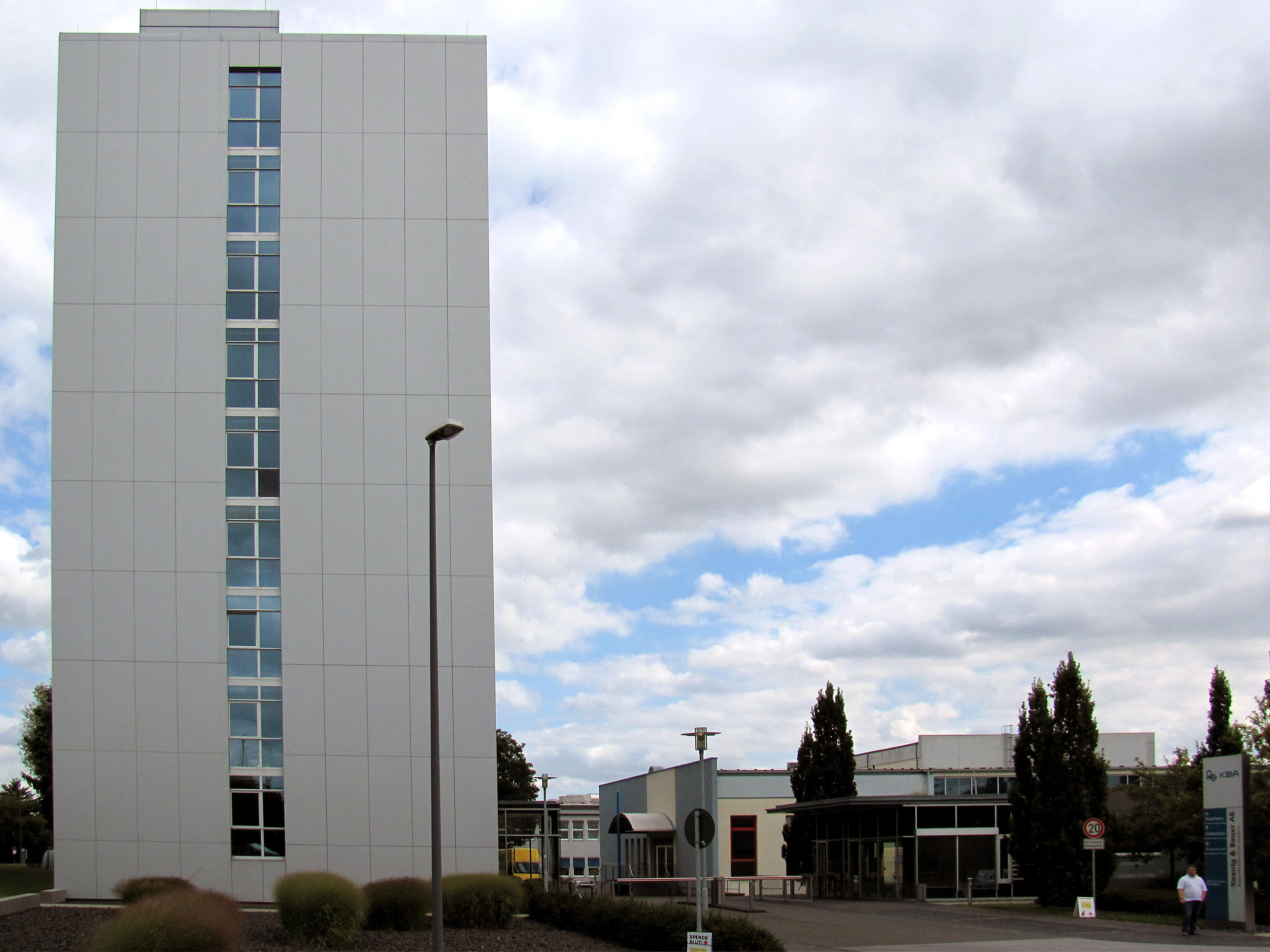
Eingangsbereich von KBA, 2012

Das Werk liegt im Stadtteil Naundorf der sächsischen Stadt Radebeul, in der Friedrich-List-Straße 47.

## Geschichte

Geschichtliche Einordnung

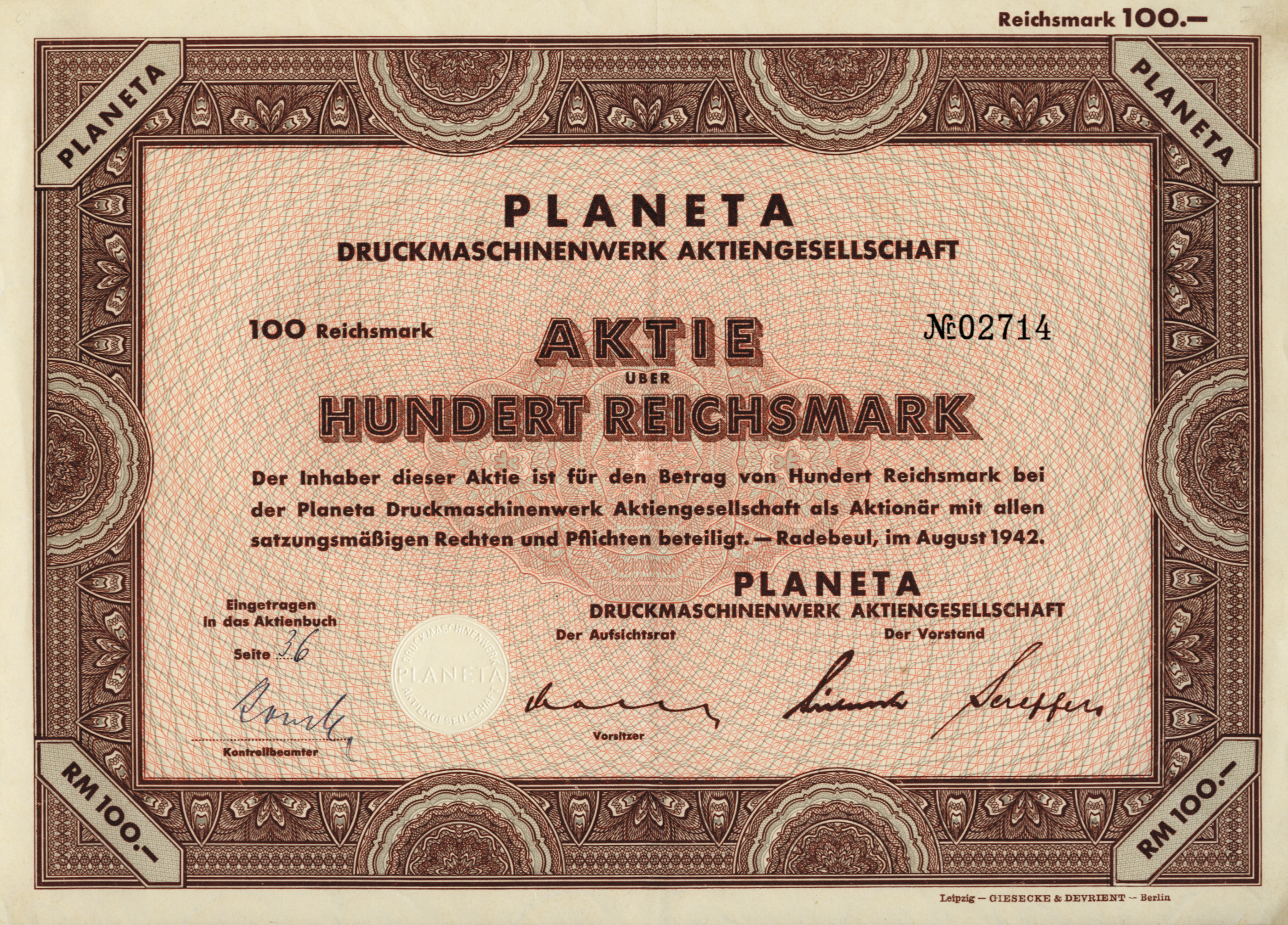
Aktie der Planeta Druckmaschinenfabrik AG, ausgegeben 1942

Die Dresdner Schnellpressenfabrik wurde 1898 gegründet von Joseph Hauss, Reiseingenieur bei der Schnellpressenfabrik Albert & Cie. in Frankenthal (Pfalz), und Alfred Sparbert (beide kannten sich von den Rockstroh-Werken in Heidenau) sowie Dr. Michaelis in Brockwitz. Die Buchdruckmaschinenfabrik siedelte 1900 ins benachbarte Coswig an die heutige Industriestraße um. 1910 wurde das Unternehmen in eine Aktiengesellschaft umgewandelt.
Im benachbarten Industriegebiet Naundorf (heute im Stadtteil Naundorf von Radebeul) entstand ein weiterer Betriebsteil durch Übernahme des Areals des in Konkurs gegangenen Stanz- und Emaillierwerks Victoria. Nach dem Ersten Weltkrieg wurde das Coswiger Werk aufgelöst, der Naundorfer Teil existierte weiter und spezialisierte sich ab 1922 auf die Herstellung von Offsetdruckmaschinen. 1922 wurde die Schnellpresse mit Tischfarbwerk auf den Markt gebracht.
1924 fusionierte das Unternehmen mit der Leipziger Schnellpressenfabrik zur Dresden-Leipziger Schnellpressenfabrik AG. Es wurden „schnelllaufende Einfarben- und Zweifarben-Offsetpressen, Schön- und Widerdruck–Offsetpressen, Buchdruckschnellpressen, Zweitourenschnellpressen und Autotiegeldruckpressen“ hergestellt.
1932 wurde die weltweit erste Vierfarben-Bogenoffsetmaschine vorgestellt. Durch die eigene Erfindung (erstes Patent 1902) des „Planeten-Antriebs“ für Buchdruckschnellpressen angeregt, änderte das Unternehmen am 28. Oktober 1938 seine Firma in Planeta Druckmaschinen.
Nach dem Zweiten Weltkrieg entstand nach Demontage 1945 und Zwangsverwaltung durch die SMAD 1948 der Volkseigene Betrieb (VEB) Polygraph Druckmaschinenwerk Planeta, das 1954 die Werkzeugmaschinenfabrik und 1967 oder 1968 den VEB Cocima übernahm. Mit der 1890 gegründeten Radebeuler Maschinenfabrik August Koebig gab es in Radebeul einen weiteren Druckmaschinenhersteller, der nach dem Zweiten Weltkrieg unter dem Namen VEB Ramasch zum wichtigsten Zulieferbetrieb der polygrafischen und papierverarbeitenden Industrie der DDR wurde. Ebenfalls 1967 oder 1968 erfolgte auch dessen Übernahme. Auch wurde das Polygraph Druckmaschinenwerk Victoria in Heidenau übernommen.
Ab 1970 bis zur politischen Wende 1989/1990 gehörte Planeta als größter Druckmaschinenhersteller der DDR (1989: 5600 Beschäftigte) zum Kombinat Polygraph Werner Lamberz. Die Planeta-Vierfarben-Offsetmaschine erregte auf der Leipziger Herbstmesse großes Aufsehen, eine weitere Entwicklung der 1960er Jahre war die weltweit neuartige Aggregatbauweise für Offsetanlagen 1965, und 1986 wurde die längste Bogenoffsetmaschine der Welt mit zehn Druckwerken vorgestellt. 1990 übernahm das Unternehmen die Royal Zenith Corp. in den USA und firmierte sie zur Planeta North America Inc. um.
Im April 1991 übernahm Koenig & Bauer den Mehrheitsanteil an dem aus dem Kombinat herausgelösten Unternehmen, 1994 folgte das letzte Viertel der Anteile, und 1998 wurde KBA Planeta-Bogenoffset in den Koenig & Bauer-Konzern integriert. Alle außerhalb Radebeuls liegenden sechs sächsischen Standorte wurden geschlossen und auch die westdeutsche Bogenoffset-Druckmaschinenproduktion auf Radebeul konzentriert. Mit einem Umsatz von 520 Millionen Euro war das Werk 2001 der größte Maschinenbaubetrieb im Beitrittsgebiet.
Das Koenig & Bauer AG Werk Radebeul meldet heute pro Jahr etwa 60 bis 100 Patente an.

## Firmengebäude
Die zu DDR-Zeiten errichteten Gebäude wurden nach Entwürfen eines Kollektivs unter der städtebaulichen Leitung von Johannes Vogel unter der Mitwirkung des Hochbauamtes von 1960 bis 1974 errichtet. Das Konstruktionsgebäude ist neungeschossig und wurde in Skelettbauweise errichtet. Die Produktionshalle mit einer Nutzfläche von 40.000 m² wurde mit sieben Hallenschiffen und einem Stabnetzfaltwerk, Copilitverglasung, Wandplattenfassade und Stahlfensterband erbaut. Der Sozialtrakt mit Küche und Speisesaal wurde in Stahlbauweise gebaut. Eine Natursteinmosaikwand im Pausenhof wurde von Erich Hering und Franz Tippel gestaltet.

## Auszeichnungen
Zu DDR-Zeiten war ein Kollektiv des VEB Polygraph Druckmaschinenwerke Planeta Radebeul Träger des Nationalpreises der DDR I. Klasse für Wissenschaft und Technik. Es erhielt die Auszeichnung 1979 „für seinen Anteil an den konstruktions- und fertigungstechnischen Lösungen bei der Schaffung der neuen Baureihe ‚Variant‘-Bogenoffset-Druckmaschinen“.
Frank Junker, seinerzeit in der Funktion als Vorstand für Produktionstechnik der Koenig & Bauer und für den Standort Radebeul verantwortlich, wurde 2005 als Kunst- und Kulturförderer mit dem Kunstpreis der Großen Kreisstadt Radebeul ausgezeichnet.
Im Jahr 2008 wurde das Werk Radebeul der Koenig & Bauer für die Sanierung der „aus über hundertjähriger Werkstradition überlieferten Bausubstanz“ einschließlich eines Büro-Hochhauses in Plattenbauweise und deren funktionsgerechter „Ergänzung mit architektonisch anspruchsvollen Neubauten“ mit dem Radebeuler Bauherrenpreis in der Kategorie Bauen im Bestand ausgezeichnet.

## Patente (Auszug)
- 18. September 1902; AT000000012540B; Vorrichtung zur Bewegung des Druckfundamentes von Schnellpressen
- 14. Januar 1911; AT000000053467B; Bogenausführung für Schnellpressen mit aussetzend gedrehtem Druckzylinder
- 16. Mai 1920; DE000000352243A; Vorrichtung an Schnellpressen zur selbsttätigen Verhinderung des Druckvorganges bei ungenauer Anlage oder bei Ausbleiben des zu bedruckenden Bogens
- vor 27. April 1922; DE000000352441A; Schnellpresse mit schwingendem Druckzylinder und Frontbogenausgang
- 24. August 1922; DE000000357430A; Schnellpresse mit Tischfarbwerk